# Francesc II Acciaiuoli
Francesc II Acciaiuoli, nascut Franco Acciaiuoli, (1430-1460) fou duc d'Atenes. Fill d'Antoni II Acciaiuoli, el 1455 va prendre el poder al ducat d'Atenes mitjançant un cop d'estat en què va enderrocar a son cosí Francesc I Acciaiuoli, i es va proclamar duc d'Atenes i senyor de Mègara, Sició, Tebes i Livàdia. Va reconèixer la sobirania otomana que el va acceptar com a duc, però al cap d'uns mesos va fer assassinar la seva tia (germana de la dona del seu pare) Chiara Zorzi, ex regent de Francesc I, que era a la presó de Mègara, i els otomans, en assabentar-se del fet el van deposar. Com que va oferir resistència fou assetjat a l'acròpoli d'Atenes (1456) i va resistir durant dos anys però es va haver de rendir el 1458 a canvi de rebre la senyoria de Tebes i Beòcia. El 1460 Zaganos Pasha el va assassinar a Morea, per ordre de Mehmet II. Es va casar amb Asanina filla de Demetri Asanes, senyor de Corint. Va deixar tres fills: Gabriel, Mateu i Jacob, que el 1460 foren duts a Constantinoble i enrolats més tard al cos dels geníssers.